# Enrique Álvarez Costas
Enrique Álvarez Costas (Vigo, 16 januari 1947), beter bekend als Quique Costas, is een Spaans voetbalcoach en voormalig profvoetballer. Hij speelde als middenvelder bij Celta de Vigo en FC Barcelona. Zijn twee zonen Quique Álvarez en Óscar Álvarez werden ook profvoetballers.

## Clubvoetbal
Quique Costas begon als voetballer bij Amanecer. Na enkele jaren in de jeugd te hebben gespeeld, kwam de middenvelder van 1969 tot 1971 uit voor het eerste elftal Celta de Vigo. In april 1971 werd Quique Costas gecontracteerd door FC Barcelona. Hij was een belangrijke waarde op het middenvelder bij Barça en Quique Costas won met de Catalaanse club de landstitel (1974), tweemaal de Copa del Rey (1971, 1978) en de Europacup II (1979). Quique Costas beëindigde in 1980 zijn loopbaan als profvoetballer.

## Nationaal elftal
Quique Costas speelde dertien interlands voor het Spaans nationaal elftal. Hij debuteerde op 11 februari 1970 tegen de DDR. Op 5 februari 1975 speelde Quique Costas tegen Schotland zijn laatste interland.

## Loopbaan als coach
Nadat Quique Costas zijn loopbaan als profvoetballer had beëindigd, werd hij trainer in de jeugdopleiding van FC Barcelona. Gedurende twee periodes was Quique Costas trainer van het tweede elftal van de club, in de jaren tachtig en in het seizoen 2006/2007. Zijn tweede periode werd geen succes aangezien Barça B op de negentiende plaats in de Segunda División B eindigde en daardoor degradeerde naar de Tercera División. Quique Costas werd na de degradatie ontslagen als trainer van het tweede elftal en hij kreeg vervolgens een nieuwe functie binnen jeugdopleiding van FC Barcelona.